# François Marie Guyonneau de Pambour
François Marie Guyonneau de Pambour (F. M. Guyonneau, Comte de Grandmaison de Pambour; * 1795 in Noyon; † 19. Februar 1878 in Tours) war ein französischer Offizier und Ingenieur.

## Leben
Guyonneau de Pambour besuchte 1813–1815 die École Polytechnique, trat dann in die Artillerie ein und wechselte 1826 in den Generalstab. 1828 schied er als Capitain aus und lebte als Privatmann und Ingenieur in Paris.

## Werk
Nach den Arbeiten aus dem Jahr 1825 von Nicholas Wood und Thomas Tredgold brachte Guyonneau de Pambour 1835 das erste umfangreiche und bedeutende Werk zur Theorie und Praxis der Dampflokomotiven heraus. Während Jean-Victor Poncelet und sein Protegé Arthur Morin bei ihren Arbeiten einen konstanten Reibungskoeffizienten vorausgesetzt hatten, führte Guyonneau de Pambour einen mit den Betriebsbedingungen variablen Koeffizienten ein, was zu einem Streit mit den anderen beiden führte. Das war möglicherweise der Grund dafür, dass seine Kandidatur auf einen Platz in der Academy of Sciences 1837, 1840 und 1843 scheiterte. 
Außerdem hatte er festgestellt, dass die beiden Konkurrenten bei der Anwendung des Boyleschen Gesetzes den Rückgang der Dampftemperatur bei der Expansion nicht berücksichtigt hatten. Émile Clapeyron verwendete 1851 Pambours Formel in seinen Vorlesungen, erkannte aber auch die Mängel in dessen Annahme, dass der Dampf trocken sei. Verbessert wurde diese These später mit dem Clausius-Rankine-Kreisprozess.

## Ehrungen
- 1839 korrespondierendes Mitglied der Königlich-Preußischen Akademie der Wissenschaften in Berlin.

## Veröffentlichungen (Auswahl)
Er brachte 44 Arbeiten zur Dampfmaschine und 17 Arbeiten zur Wasserturbine heraus. 
- Traité théorique et pratique des Machines Lokomotiven; 1835
- A practical treatise on locomotive engines upon railways; London, 1836
- Theorie de la machine à Vapeur; 1844
- Des chev. F.M.G. de Pambour Practische Abhandlung über Dampfwagen auf Eisenbahnen
- Einfache und leichtverständliche Anleitung zur Berechnung der Kraft der Dampfmaschine
- Neue Theorie der Dampfmaschinen; 1839
- Expériences concernant le frottement des waggons et la résistance de l’air contre les trains